# Czarodziej (opowieść)
Czarodziej (Волшебник) – rosyjskojęzyczna opowieść Vladimira Nabokova, napisana w 1939 r. w Paryżu, opublikowana po raz pierwszy po śmierci autora w 1986 r. Utwór stanowi pierwowzór powieści Lolita – również porusza temat pedofilii i opiera się na podobnym schemacie fabularnym co późniejsza powieść (samotny mężczyzna odczuwający pożądanie do małych dziewczynek żeni się, aby móc zbliżyć się do nieletniej córki swojej nowej małżonki).

## Powstanie i publikacja utworu
- październik–listopad 1939 – Nabokov podyktował treść Czarodzieja swojej żonie, Vérze. Utwór odczytał podczas zaciemnienia, spowodowanego nalotami bombowymi, swoim przyjaciołom: Markowi Ałdanowowi, Władimirowi Zenzinowowi, pani Kogan-Bernstein oraz Ilji Fondaminskiemu, jednemu z redaktorów czasopisma emigracyjnego Sowriemiennyje zapiski. Fondaminski nie zdecydował się na opublikowanie utworu[2][3].
- początek 1940 – Władimir Weidle, krytyk emigracyjny, zapoznał się z maszynopisem Czarodzieja. Mniej więcej w tym samym czasie przeczytał go również Abram S. Kagan, właściciel mieszczącego się w Belgii wydawnictwa Petropolis. Nie był jednak zainteresowany publikacją, ze względu na trwającą wojnę[3].
- 6 lutego 1959 – przeglądając wraz z żoną swoje notatki i materiały, Nabokov odnalazł maszynopis Czarodzieja, który, jak sądził, zniszczył w 1940 roku (nie byłem z tego utworu zadowolony, toteż zniszczyłem go w jakiś czas po moim przyjeździe do Ameryki[4]). Przeczytawszy utwór, postanowił zaproponować jego wydanie (w limitowanej liczbie egzemplarzy i wysokiej cenie) Walterowi Mintonowi, dyrektorowi nowojorskiego wydawnictwa G.P. Putnams Sons. Minton wyraził zainteresowanie opowieścią, jednak Nabokov nigdy nie wysłał mu Czarodzieja – prawdopodobnie był tak pochłonięty innymi zajęciami (scenariuszem do Lolity, powieścią Ada i przeglądaniem przekładu Zaproszenia na egzekucję), że nie miał czasu na tłumaczenie utworu na język angielski[5].
- 1986 – paryskie wydawnictwo Rivages wydało francuskie tłumaczenie opowieści (dokonane na podstawie przekładu angielskiego autorstwa Dmitri Nabokova). Wersja angielska ukazała się w tym samym roku w Nowym Jorku, w wydawnictwie G.P. Putnams Sons pod tytułem The Enchanter (Dmitri Nabokov zrezygnował z innych możliwych tłumaczeń słowa Волшебник – "magician" lub "conjuror" – na rzecz tego, którym autor określał swoją opowieść w anglojęzycznych listach)[6].
- 1991 – Czarodziej ukazał się po raz pierwszy po rosyjsku: w amerykańskim piśmie "Russian Literature Triquarterly" oraz w rosyjskim czasopiśmie "Zwiezda".
- 1997 – ukazało się pierwsze polskie wydanie Czarodzieja. Autorką przekładu jest Anna Kołyszko.

## Streszczenie fabuły
Miejsce ani czas akcji nie są sprecyzowane w książce (Nabokov sugerował później, że akcja miała się rozgrywać w Paryżu w latach trzydziestych). Bohaterem jest bezimienny (w artykule O książce pod tytułem "Lolita" Nabokov przypisuje mu imię Artur, ale imię to nie występuje nigdzie w samej powieści) mężczyzna w średnim wieku, odczuwający nieodparty pociąg do pewnego typu małych dziewczynek. Aby zdobyć dostęp do jednej z takich dziewczynek, żeni się z jej matką. Chorowita matka umiera niedługo po ślubie, a osierocona dziewczynka znajduje się pod opieką bohatera. Ten zabiera ją w podróż i próbuje ją zgwałcić podczas pierwszej, spędzonej w motelu, nocy. Dziewczynka budzi się podczas jego zabiegów i na widok jego penisa reaguje obrzydzeniem i przerażeniem. Bohater zszokowany reakcją dziecka i odkrywszy krzywdę, jaką mu wyrządził, wybiega na ulicę i rzuca się pod samochód.